# Sebastião Araújo de Oliveira
Sebastião Araújo de Oliveira, também conhecido como Tião (Senhora de Oliveira, 11 de maio de 1953), foi um agricultor, empresário e político oliveirense. Natural da cidade de Senhora de Oliveira, se casou com a Maria do Carmo Reis de Oliveira, também conhecida como Carminha , com quem teve quatro filhos. Tião completou seu curso superior e começou trabalhando como  agricultor, mais tarde entrou para a vida pública  e em 2012 foi presidente da Associação dos Municípios da Microrregião do Alto Paraopeba. Foi três vezes prefeito de sua cidade, foi filiado ao  PDS e ao PDT.

## Carreira política
Se elegeu pela primeira vez para prefeito de Senhora de Oliveira em 1992 pelo PDS, derrotando o ex prefeito José Francisco Rodrigues Reis(Zé Reis) do PMDB. Em 2004, se elegeu pela segunda vez pelo PDT, derrotando o prefeito Rinaldo. Em 2008 se reelegeu derrotando o candidato José Aureliano da Silva (Zé Nozinho) do PPS.

### Cassação temporária
Cassado em primeira instância, no dia 30 de março de 2010, por compra de votos e abuso de poder econômico, Sebastião Araújo de Oliveira (PDT),mas ficou no cargo até o julgamento de mérito do recurso, pelo TRE-MG. A permanência dele e do vice-prefeito, Mauro Lúcio Heleno (PTB), foi graças  à concessão de uma liminar, pelo presidente do TRE mineiro, desembargador Baía Borges, em 31 de março.
A liminar na ação cautelar apresentada pelos cassados suspende os efeitos da sentença da juíza eleitoral da 217ª ZE de Piranga (à qual pertence o município), que, além de cassar os diplomas de Oliveira e Heleno, determinou a realização de novas eleições e a posse do presidente da Câmara Municipal na prefeitura até o novo pleito.
Para a concessão da liminar, o desembargador Baía Borges entendeu que:
“A premência do tempo e a oportunidade em que se deu a decisão levam-me à pronta concessão da liminar pedida, para o que invoco os termos da própria inicial.
Dá-se que a sentença é datada de 30 do corrente e não há expediente na Justiça Eleitoral, a partir de hoje, 4ª feira da Semana Santa.
Lembro, por importante, que não há plantão efetivo nesses dias, de hoje ao próximo domingo, o Domingo de Páscoa, dia 4 de abril, motivo por que esta decisão está sendo dada pelo Presidente do Tribunal.
Casos semelhantes têm merecido decisões nesse sentido neste Tribunal e no Tribunal Superior Eleitoral.
Do exposto, concedo a liminar, dou efeito suspensivo ao recurso, com imediata comunicação ao juízo da Zona Eleitoral de Piranga, para que os suplicante reassumam, de pronto, os cargo de Prefeito e Vice-Prefeito, afastando-se do cargo o Senhor Presidente da Câmara de Vereadores.”
Na Ação de Investigação Judicial Eleitoral apresentada pela Coligação “União para o progresso”, liderada pelo segundo colocado em 2008, José Aureliano da Silva (PPS), Tião e Mauro foram acusados de distribuição de dinheiro e de material de construção a eleitores de Senhora de Oliveira.
Meses após a cassação que no mesmo dia foi liberado a liminar, Tião e o Mauro foram inocentados de todas as acusações.

## Falecimento
Faleceu na tarde de terça feira ,em 09 de abril de 2019, no Hospital do IPSEMG, na capital Belo Horizonte. Sebastião Araújo de Oliveira morreu aos 65 anos, durante tratamento, após uma cirurgia cardíaca.